# Fanni Luukkonen
Fanni Maria Luukkonen, (ur. 13 marca 1882 w Oulu, zm. 27 października 1947 w Helsinkach) − pułkownik wojsk fińskich, w czasie wojny zimowej dowódca paramilitarnej organizacji wojskowej Pomocniczej Służby Kobiet „Lotta” (Lotta Svärd).

## Życiorys
Urodziła się w 1882 w Oulu, jej ojcem był pracownik tamtejszej elektrowni Olli Luukkonen, a matką Katariina Sofia. Miała dwójkę braci. W młodości pracowała jako nauczycielka w Oulu. W 1912 została dyrektorką szkoły dla dziewcząt w Sortavala. W czasie wojny domowej w Finlandii szkoła została przejęta przez wojsko, a ona wraz z wychowankami zaangażowała się w pomoc stacjonującym tam żołnierzom. Wkrótce potem dołączyła do organizacji Lotta Svärd, a w 1921 została sekretarzem okręgu tej organizacji w Sortavali.
W 1925 została członkiem zarządu głównego organizacji, a w 1929 została wybrana na lidera Lotta Svärd. Podczas jej rządów organizacja rozrosła się do liczby 232 000 członków, co uczyniło ją największą organizacją kobiecą w Finlandii. Podczas wojny zimowej i kontynuacyjnej w fińskiej armii służyło ponad 90 tysięcy kobiet z organizacji Lotta Svärd, w czasie działań wojennych zginęło ponad 300 z nich. W 1940 ukończyła szkołę oficerską w Tuusula, a na ceremonii ukończenia szkoły została udekorowana Orderem Krzyża Wolności I klasy z mieczami przez marszałka Carla Gustafa Mannerheima, stając się pierwszą kobietą, która otrzymała to odznaczenie.
W 1943 Adolf Hitler odznaczył ją Orderem Zasługi Orła Niemieckiego, Luukkonen była jedyną nie-Niemką, która otrzymała to odznaczenie. Po zawieszeniu broni w 1944 Lotta Svärd została rozwiązana. Po rozwiązaniu organizacji mieszkała w Helsinkach, utrzymując się ze skromnej renty oraz pracy jako tłumacz. Zmarła z powodu zawału serca w październiku 1947.

## Odznaczenia
- Order Krzyża Wolności I klasy z mieczami (1940)[1]
- Order Białej Róży Finlandii (1944)[1]
- Order Zasługi Orła Niemieckiego[1]